# Бранислав Којић
Бранислав Којић (Смедерево, 5. јун 1899 — Београд, 27. јул 1987) био је српски архитекта, професор на Архитектонском факултету у Београду и редован члан САНУ.

## Биографија
Рођен је 24. маја/5. јуна 1899. године у Смедереву. Током 1916. године био је ђак француског лицеја у Поатјеу, а касније је прешао у Ницу, у српску гимназију, где је матурирао 1917. године. Године 1918, положивши пријемни испит на угледној школи École centrale des Arts et Manufactures у Паризу, започео је студије, које је са успехом завршио 1921. године.
Први посао добио је у Министарству грађевина 1921. године, одмах по дипломирању. Четири године касније, постаје асистент на Архитектонском одсеку Техничког факултета у Београду, а 1928. са супругом Даницом оснива биро овлашћеног архитекте. Исте године оснива Групу архитеката модерног правца, коју заједно са њим чине још и: Милан Злоковић, Јан Дубови и Душан Бабић.
У дугој каријери изградио је преко 100 зграда, од који су неке остале обележја Београда и Србије (нпр. Павиљон Цвијета Зузорић). Стварао је под утицајем арт декоа и модерне (био је један од првих српских архитеката модерниста).
Године 1950, је постао редовни професор Архитектонског факултета универзитета у Београду, на катедри Пројектовање привредних и индустријских зграда. Пет година касније је постао дописни члан, 1963. године и редован члан САНУ, а 1965. је отишао у пензију. Преминуо је 1987. године и сахрањен у Алеји Великана.

## Награде
- 1923. прва награда за пројекат Павиљона Цвијета Зузорић у Београду[3]
- 1923. прва награда за Југословенски павиљон на изложби Exposition internationale des Arts décoratifs у Паризу[4]
- 1935. прва награда за студентски дом у Скопљу[4]